# Herbertaceae
Herbertaceae es una familia de hepáticas del orden Jungermanniales. Tiene los siguientes géneros:

## Descripción
Se caracterizan por tener las hojas bilobadas; células de la mitad de la hoja marcadamente alargadas, formando una vitta, células con trígonos grandes en Herbertus y hojas 2-3-lobadas; con las células de la mitad de la hoja cuadrada-subrectangulares, no formando una vitta, células sin trígonos o con trígonos pequeños en Triandrophyllum.

## Taxonomía
Herbertaceae fue descrita por K.Müller ex Fulford & Hatcher y publicado en The Bryologist 61: 284. 1958.

## Géneros
| - Herbertus - Herpocladium - Olgantha - Schisma - Sendtnera - Triandrophyllum |